# Nawang Khechog
Nawang Khechog é um flautista, compositor e instrumentista tibetano indicado ao Grammy.
Nawang nasceu no Tibete, mas após a invasão chinesa de 1949/1950, a sua família mudou-se para a Índia, onde Nawang estudou meditação e filosofia budista. Ele passou onze anos como monge, incluindo quatro anos como eremita meditando no sopé do Himalaia, sob a orientação do Dalai Lama.